# Перевізник 3
«Перевізник 3» (англ. «Transporter 3») — кінофільм, екшн режисера Олів'є Меґатона, є сиквелом фільмів «Перевізник» і «Перевізник 2». Прем'єра відбулася 26 листопада 2008 (в Україні 27 листопада 2008).

## Синопсис
Після своїх останніх пригод в Маямі, Френк Мартін вирішив поміняти роботу «перевізника» на спокійне і відокремлене життя у французькій Рів'єрі. Але його планам не судилося збутися, коли до нього звернувся колишній солдат із загону «Дельта» Йонас Джонсон. Він розповів, що за замовленням корпорації «Ecocorp», що займається переробкою і утилізацією відходів, викрадена Валентина — дочка українського міністра з охорони довкілля Леоніда — щоб шляхом здирства отримати офіційний дозвіл на утилізацію отруйних відходів в Україні.
Тепер завдання героя — доставити Валентину через Європу до Одеси. Щоб забезпечити виконання завдання, Джонсон одягає Френку і Валентині електронні браслети, які можуть вибухнути, якщо їх власники віддаляються на 25 метрів від автомобіля. Виконуючи це завдання, головному героєві доведеться зіткнутися з новими небезпеками, які пов'язані не лише з його замовленням.

## Зйомки
Наталя Рудакова була помічена Люком Бессоном на вулиці, коли вона поспішала на роботу в перукарню Нью-Йорка. Він заплатив за 25 уроків акторської майстерності протягом шести місяців і привів її на прослуховування в Париж, перш ніж вона отримала роль. Роджер Еберт зауважив рідкість провідних жінок, які мають велику кількість ластовиння.
Спочатку передбачалося, що зйомки триватимуть 16 тижнів у Франції. Фільм також знімали в Росії.

## В ролях
| Актор                | Роль                                                                         |
| -------------------- | ---------------------------------------------------------------------------- |
| Джейсон Стейтем      | Френк Мартін                                                                 |
| Роберт Кнеппер       | Джонсон                                                                      |
| Франсуа Берлеан      | Тарконі                                                                      |
| Наталія Рудакова     | Валентина                                                                    |
| Єрун Краббе          | Леонід, міністр України з охорони навколишнього середовища, батько Валентини |
| Катя Ченко           | Секратарка Леоніда                                                           |
| Джастін Роджерс Голл | Норатьє                                                                      |
| Ерік Ебоні           | Айс                                                                          |
| Девід Атракчі        | Малком Менвіл                                                                |
| Фарід Елуарді        | Юрій                                                                         |

## Касові збори
Під час показу в Україні, що розпочався 27 листопада 2008 року, протягом перших вихідних фільм демонстрували на 69 екранах, що дозволило йому зібрати $452,357 і посісти 1 місце в кінопрокаті того тижня. Фільм залишився на першій сходинці українського кінопрокату наступного тижня, адже досі демонструвався на 69 екранах і зібрав за ті вихідні ще $188,606. Загалом фільм в кінопрокаті України пробув 5 тижнів і зібрав $827,074, посівши 21 місце серед найбільш касових фільмів 2008 року.
Під час прокату зібрав 108 979 549 $ по всьому світі (55 місце по підсумкам року).

## Ляпи й інші цікаві факти
- Цікаво, що назва корпорації «Ecocorp» нагадує Europacorp, яка представила цей фільм.
- У фільмі одесити могли помітити кілька об'єктів одеської архітектури, що можна легко пізнати, — аеропорт, трамвайне депо, вул. Пушкінська, маршрутне таксі № 175, припортова естакада, Привокзальна площа.
- У момент в'їзду в Будапешт показані кадри Одеси. Всі машини в Будапешті — з українськими номерами.
- На 44-й хвилині в кадр потрапляють автомобілі ГАЗ-3307 і ГАЗ-24 з українськими номерами, хоча за сюжетом дія відбувається в Угорщині.
- Джейсон Стейтем не знімався в Одесі. У дублях, які знімалися в Одесі, замість Стейтема знімався дублер. У цих епізодах верхня частина обличчя знаходиться в тіні.
- На початку фільму при перевірці документів у Малколма на Ауді показані номерні знаки то на жовтому, то на білому фоні (передні номери білі, а задні — жовті). У французів спереду і ззаду різний фон у номерів.
- Коли показали А8 Стейтема в перший раз, то номер був AEJ, весь інший час — AJE.
- Якщо придивитися, в момент, коли Френк скидає Мерседес з обриву і Ауді гальмує біля краю, видно що це не обрив, а навпаки.
- За секунду до падіння Мерседеса в кадрі видно котлован, заповнений водою. У наступну секунду Мерседес обрушується на абсолютно сухе дно котловану.
- У сцені з гонитвою за Ауді на велосипеді Стейтем розбиває ногами броньоване вікно своєї машини. За мить скло знову на місці.
- Якщо подивитися на вантажівку, яку заносить після трюку на двох колесах, то можна помітити на ньому напис «Українатранс Київ».
- На потязі, на який стрибає Стейтем, написано «РЖД» (хоча логотип «Укрзалізниці» (!), а інтер'єр салону поїзда не відповідає інтер'єру салонів поїздів, що їздять в районі Одеси). Також на потязі було написано Одеса з одного боку.
- І Audi Малколма, і Audi Стейтем залишилися цілі, хоча Малколм пробив стіну будинку, а Стейтем — стінку вагона.
- Завести машину, що впала в озеро, — винятковий випадок.
- Впасти автомобілем точно на похилий дах рухомого вагона поїзда і утриматися на даху — практично нереально (тим більше перед цим падінням автомобіль Стейтема пробиває парапет мосту (міст на ремонті, перегляньте фільм на проміжку 1:24:41 — 5 сек) і, безумовно, таке пробивання позбавляє Стейтема точного напрямку автомобіля на дах вагона).
- Відстані між вагонами вельми пристойні, але Стейтем мчить по них, як по шосе.
- Потужність і динаміка розгону Audi A8 вище, ніж у Mercedes Е500 (максимальна швидкість у них однаково обмежена електронікою — 250 км/год), але чомусь переслідувачі дуже швидко наздоганяють Френка.
- У сцені в поїзді Френк, перебуваючи зовні машини, переводить АКПП в положення заднього ходу. Проте власникам автомобілів з автоматичною коробкою перемикання передач відомо, що для перемикання режимів руху необхідно тримати гальмо натиснутим, в іншому випадку режими не перемикаються.
- Ляп, на який часто вказують, — це підйом Ауді з-під води за допомогою повітря з коліс. Хоча напевно це можна списати на «закони жанру».
- У фінальних титрах повне ім'я міністра з охорони навколишнього середовища вказане як Леонід Васильєв. Однак в самому фільмі на табличці написано — «Леонід Томіленко».